# 均勻碼理事會
UCC是Uniform Code Council的简称，译名为“均匀码理事会”，是一个具有世界影响的全球化和标准化的组织。该机构是隶属于欧洲商品编码（EAN）组织的非盈利单位，机构总部坐落于美国的新泽西州。
UCC成立于1984年。是在以前Uniform Grocery Product Code Council（统一商品码理事会）的基础上重新组建的。这个在1970年代处由美国食品工业部建立的“统一商品码理事会”为的是建立一个统一的条形码机制。
於2005年更名為GS1 US。